# Coupe de France de cyclisme sur route 2013
Navigation
Coupe de France 2012 Coupe de France 2014
La Coupe de France de cyclisme sur route 2013 est la 22e édition de la Coupe de France de cyclisme sur route. Elle a débuté le 27 janvier avec le Grand Prix d'ouverture La Marseillaise et se terminera le 6 octobre avec le Tour de Vendée. Seize épreuves sont au programme. Pour cette nouvelle édition, la Flèche d'Émeraude est annulée en raison de « problèmes administratifs ». Le Grand Prix de la Somme compense numériquement cette perte.
Les quinze autres épreuves présentes la saison précédente sont reconduites.

## Attribution des points

### Classements individuels
Seuls les coureurs français et les coureurs étrangers des équipes françaises marquent des points correspondant à leur classement réel dans chaque épreuve. Le classement général s'établit par l'addition des points ainsi obtenus. Les coureurs de moins de 25 ans concourent pour le classement du meilleur jeune.
| Position | 1  | 2  | 3  | 4  | 5  | 6  | 7  | 8  | 9  | 10 | 11 | 12 | 13 | 14 | 15 |
| Points   | 50 | 35 | 25 | 20 | 18 | 16 | 14 | 12 | 10 | 8  | 6  | 5  | 3  | 3  | 3  |

### Classement par équipes
Le classement par équipes est établi de la manière suivante. Lors de chaque course, on additionne les places des trois premiers coureurs de chaque équipe. L'équipe avec le total le plus faible reçoit 12 points au classement des équipes, la deuxième équipe en reçoit neuf, la troisième équipe en reçoit huit et ainsi de suite jusqu'à la neuvième équipe qui marque deux points. Seules les équipes françaises marquent des points.
| Position | 1  | 2 | 3 | 4 | 5 | 6 | 7 | 8 | 9 |
| Points   | 12 | 9 | 8 | 7 | 6 | 5 | 4 | 3 | 2 |

## Résultats
| Date         | Course                                 | Vainqueur           | Équipe                       | Leader du classement individuel | Leader du classement par équipes |
| 27 janvier   | Grand Prix d'ouverture La Marseillaise | Justin Jules        | La Pomme Marseille           | Justin Jules                    | AG2R La Mondiale                 |
| 16 mars      | Classic Loire-Atlantique               | Edwig Cammaerts     | Cofidis                      | Justin Jules                    | Cofidis                          |
| 17 mars      | Cholet-Pays de Loire                   | Damien Gaudin       | Europcar                     | Justin Jules                    | Cofidis                          |
| 29 mars      | Route Adélie de Vitré                  | Alessandro Malaguti | Androni Giocattoli-Venezuela | Justin Jules                    | AG2R La Mondiale                 |
| 9 avril      | Paris-Camembert                        | Pierrick Fédrigo    | FDJ                          | Justin Jules                    | FDJ                              |
| 11 avril     | Grand Prix de Denain                   | Arnaud Démare       | FDJ                          | Justin Jules                    | FDJ                              |
| 13 avril     | Tour du Finistère                      | Cyril Gautier       | Europcar                     | Justin Jules                    | FDJ                              |
| 14 avril     | Tro Bro Leon                           | Francis Mourey      | FDJ                          | Justin Jules                    | FDJ                              |
| 25 mai       | Grand Prix de Plumelec-Morbihan        | Samuel Dumoulin     | AG2R La Mondiale             | Anthony Geslin                  | FDJ                              |
| 26 mai       | Boucles de l'Aulne                     | Matthieu Ladagnous  | FDJ                          | Anthony Geslin                  | FDJ                              |
| 28 juillet   | Polynormande                           | José Gonçalves      | La Pomme Marseille           | Anthony Geslin                  | FDJ.fr                           |
| 25 août      | Châteauroux Classic de l'Indre         | Bryan Coquard       | Europcar                     | Bryan Coquard                   | FDJ.fr                           |
| 15 septembre | Tour du Doubs                          | Aleksejs Saramotins | IAM                          | Anthony Geslin                  | FDJ.fr                           |
| 20 septembre | Grand Prix de la Somme                 | Preben Van Hecke    | Topsport Vlaanderen-Baloise  | Anthony Geslin                  | FDJ.fr                           |
| 22 septembre | Grand Prix d'Isbergues                 | Arnaud Démare       | FDJ.fr                       | Bryan Coquard                   | FDJ.fr                           |
| 6 octobre    | Tour de Vendée                         | Nacer Bouhanni      | FDJ.fr                       | Samuel Dumoulin                 | FDJ.fr                           |

## Classements
Au 06 octobre 2013

### Classement général individuel
| #  | Coureur            | Équipe             | Pts |
| -- | ------------------ | ------------------ | --- |
| 1  | Samuel Dumoulin    | AG2R La mondiale   | 155 |
| 2  | Bryan Coquard      | Europcar           | 149 |
| 3  | Anthony Geslin     | FDJ.fr             | 128 |
| 4  | Yannick Martinez   | La Pomme Marseille | 111 |
| 5  | Arnaud Démare      | FDJ.fr             | 100 |
| 6  | Justin Jules       | La Pomme Marseille | 93  |
| 7  | Julien Simon       | Sojasun            | 93  |
| 8  | Nacer Bouhanni     | FDJ.fr             | 75  |
| 9  | Yauheni Hutarovich | AG2R La mondiale   | 73  |
| 10 | Francis Mourey     | FDJ.fr             | 68  |

### Classement général individuel des jeunes
| #  | Coureur              | Équipe                       | Pts |
| -- | -------------------- | ---------------------------- | --- |
| 1  | Bryan Coquard        | Europcar                     | 149 |
| 2  | Yannick Martinez     | La Pomme Marseille           | 111 |
| 3  | Arnaud Démare        | FDJ.fr                       | 100 |
| 4  | Nacer Bouhanni       | FDJ.fr                       | 75  |
| 5  | José Gonçalves       | La Pomme Marseille           | 50  |
| 6  | Armindo Fonseca      | Bretagne-Séché Environnement | 49  |
| 7  | Johan Le Bon         | FDJ.fr                       | 35  |
| 8  | Vegard Stake Laengen | Bretagne-Séché Environnement | 28  |
| 9  | Thomas Damuseau      | Argos-Shimano                | 25  |
| 10 | Arthur Vichot        | FDJ.fr                       | 25  |

### Par équipes
| # | Équipe                       | Pts |
| - | ---------------------------- | --- |
| 1 | FDJ.fr                       | 145 |
| 2 | Cofidis                      | 119 |
| 3 | Bretagne-Séché Environnement | 114 |
| 4 | AG2R La Mondiale             | 103 |
| 5 | Sojasun                      | 101 |
| 6 | Europcar                     | 94  |
| 7 | La Pomme Marseille           | 67  |
| 8 | BigMat-Auber 93              | 66  |
| 9 | Roubaix Lille Métropole      | 64  |